# Protettorato francese del Marocco
Il Protettorato francese del Marocco (in francese Protectorat français au Maroc; in arabo حماية فرنسا في المغرب‎?, Ḥimāyat Faransā fi-l-Maḡrib) venne stabilito col trattato di Fès. Esso esistette dal 1912 quando venne formalmente istituito il protettorato, sino all'indipendenza (7 aprile 1956), e consisteva essenzialmente nell'area centrale del Marocco.

## Storia

### Antefatti

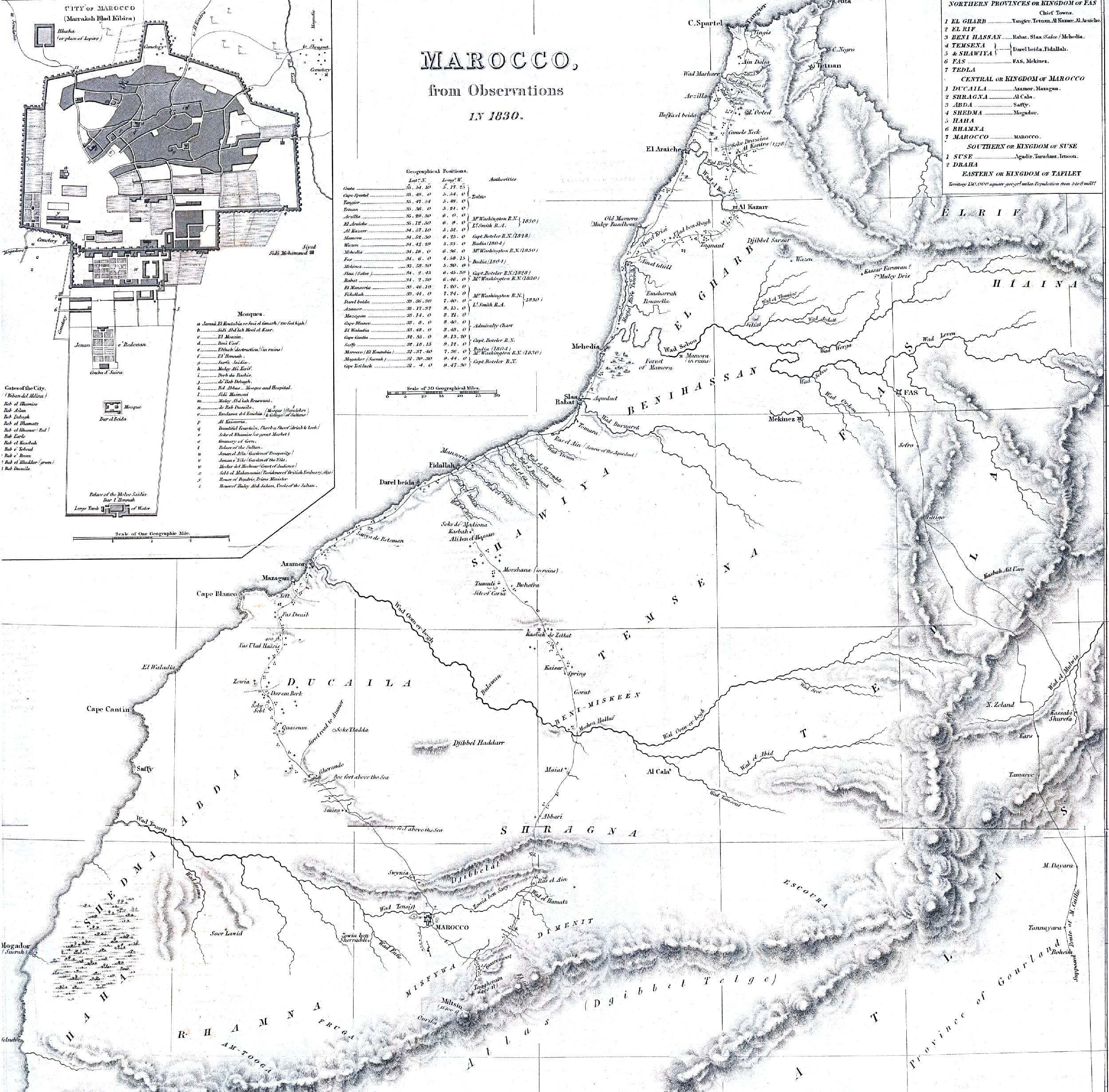
Mappa delle coste atlantiche del Marocco (1830)

Malgrado la debolezza della propria autorità, la dinastia degli Alawidi era riuscita tra XVIII e XIX secolo a mantenere la propria indipendenza mentre altri stati erano dovuti soccombere all'Impero ottomano o alle dominazioni francese e inglese. Ad ogni modo, nell'ultima parte del XIX secolo, la debolezza del Marocco e la sua instabilità invitarono le potenze europee ad interessarsi all'area richiedendo delle concessioni economiche e commerciali. I primi anni del XX secolo portarono ad una vera e propria corsa di manovre diplomatiche dove si distinse in particolare la Francia coi suoi interessi particolari in Nordafrica.
Le attività francesi in Marocco erano iniziate alla fine del XIX secolo. Nel 1904 il governo francese stava cercando di stabilire un protettorato sul Marocco ed aveva per questo tentato di siglare due accordi bilaterali segreti con l'Inghilterra (8 aprile 1904, vedi Intesa cordiale) e Spagna (3 ottobre 1904, vedi Convenzione franco-spagnola del 1904 sul Marocco) che garantirono il supporto di queste potenze nell'impresa. Francia e Spagna segretamente si spartirono il territorio del sultanato, con la Spagna che avrebbe ricevuto la parte settentrionale mentre la Francia avrebbe goduto di quella inferiore.

#### La prima crisi marocchina: marzo 1905 – maggio 1906
La prima crisi marocchina scoppiò per le rivalità imperialistiche delle grandi potenze, in particolare della Germania e della Francia. La Germania quando ebbe la certezza di un accordo della Francia sull'area si mosse da subito per bloccare ogni azione mettendo in campo azioni spesso eclatanti come la drammatica visita del kaiser Guglielmo II a Tangeri in Marocco il 31 marzo 1905. L'imperatore tentò di ottenere il supporto marocchino in caso di guerra con la Francia o la Gran Bretagna, e tenne un discorso pubblico sostenendo apertamente l'idea dell'indipendenza marocchina, provocatoriamente contro gli intenti della Francia.
Nel 1906 venne convocata la conferenza di Algeciras per risolvere la disputa, e la Germania accettò un accordo con la Francia sulla gestione della polizia marocchina, mentre la Francia mantenne saldamente il controllo sulla politica nazionale e gli affari finanziari. Anche se la conferenza risolse solo temporaneamente la prima crisi marocchina è ovvio che vennero allo scoperto le tensioni internazionali tra la Triplice Alleanza e la Triplice intesa.

#### La seconda crisi marocchina: aprile 1911 – novembre 1911
Nel 1911, scoppiò una ribellione in Marocco contro il sultano Abdelhafid. All'inizio di aprile del 1911, il sultano era assediato nel suo palazzo di Fez ed i francesi si erano preparati ad inviare truppe in aiuto per schiacciare la ribellione col pretesto di proteggere le vite e le proprietà dei molti europei ivi insediati. I francesi giunsero al termine del mese con l'assenso della Germania all'occupazione della città. Le forze marocchine assediarono la città tenuta dai francesi. Quasi un mese dopo, le forze francesi posero fine all'assedio. Il 5 giugno 1911 gli spagnoli occuparono Larache e Ksar El Kebir. Il 1 luglio 1911 la cannoniera tedesca Panther giunse al porto di Agadir. La reazione francese fu immediata e richiese il supporto della Gran Bretagna.

### Il protettorato francese 1912–1956
La Francia ufficialmente stabilì un protettorato sul Marocco col trattato di Fez, ponendo fine a ciò che rimaneva dell'indipendenza nazionale marocchina. Da un punto di vista strettamente legale, il trattato non privava il Marocco del proprio status di stato sovrano. Il sultano infatti regnava, ma non governava de facto. Il sultano Abdelhafid abdicò in favore di suo fratello Yusef dopo la firma del trattato. Il 17 aprile 1912, dei fanti marocchini si ammutinarono alla guarnigione francese di Fez, in quelli che divennero noti come moti di Fez del 1912. I marocchini non furono in grado di conquistare la città e vennero sconfitti dai francesi. Sul finire del maggio di quello stesso anno, altre truppe marocchine cercarono nuovamente di attaccare la guarnigione di Fez ma senza successo.
Stabilendo il loro protettorato su gran parte del Marocco, i francesi avevano già avuto l'esperienza dell'Algeria e della Tunisia e pertanto applicarono al Marocco il medesimo modello già sperimentato altrove. Vi furono, ad ogni modo, importanti differenze. In primo luogo il protettorato venne stabilito appena due anni prima dello scoppio della prima guerra mondiale che portò una nuova visione del governo coloniale. Rigettando il tipico atteggiamento assimilazionista dei francesi nei confronti della cultura e dell'educazione, i vari governatori del Marocco francese cercarono di utilizzare la pianificazione urbana e l'educazione coloniale per prevenire la commistione culturale e mantenere la società tradizionalmente radicata in loco, rendendola però dipendente dalla Francia. In secondo luogo, il Marocco aveva un migliaio d'anni di tradizione indipendentista alle spalle; pur essendo stato pesantemente influenzato dalla civilizzazione dei musulmani spagnoli, non fu mai soggetto al governo ottomano. Queste circostanze e la vicinanza tra il Marocco e la Spagna avevano creato delle relazioni particolari tra i due paesi.
Il Marocco era inoltre l'unico tra i paesi del Nord Africa a possedere una costa sull'Oceano Atlantico ed una sul Mediterraneo.
Pur essendo soggetto a protettorato, il Marocco mantenne de jure la propria personalità come stato nella legge internazionale, secondo quando anche stabilito dalla Corte internazionale di giustizia, e rimase pertanto uno stato sovrano, senza discontinuità tra entità pre-coloniali e coloniali.
Sotto il protettorato, i coloni si allearono con gli amministratori francesi per evitare ogni qualsiasi recrudescenza dell'autonomia marocchina. Col procedere della pacificazione, il governo francese promosse uno sviluppo economico, in particolare tramite l'esportazione dei minerali prodotti in Marocco e la creazione di un moderno sistema di trasporti oltre allo sviluppo di una moderna settore agricolo orientato prevalentemente al mercato francese. Decine di migliaia di coloni giunsero in Marocco e qui acquistarono terra agricola.

#### Lyautey ed il protettorato (1912–1925)
Hubert Lyautey, il primo Residente Generale del protettorato, fu una personalità straordinaria che fece di tutto per consentire uno sviluppo vero e proprio del Marocco moderno. A differenza dei suoi compatrioti, Lyautey era contrario al fatto che la Francia dovesse un giorno annettere il Marocco come era stato per l'Algeria ma piuttosto la sua missione fosse quello di civilizzare ed educare la società marocchina. Promise pertanto di «non offendere la tradizione, non mutare i costumi e ricordare che tutti siamo parte di una società umana nata per governare, senza la quale nulla può essere fatto... ponendo la classe regnante al nostro servizio... sinché il paese non sarà pacificato».
La visione di Lyautey era puramente ideologica, auspicando una potente monarchia occidentalizzata filo-francese che avrebbe collaborato con la Francia ed avrebbe tratto ispirazione dalla Francia per crescere. A differenza dell'Algeria dove l'intera nobiltà ed il governo erano stati rovesciati, Lyautey lavorò con la nobiltà marocchina offrendo ad essa supporto ed appoggio nella costruzione di scuole private d'élite (un beneficio ancora precluso alla maggior parte dei cittadini marocchini). Uno dei frutti più importanti di questa scuola fu certamente Thami El Glaoui.
Lyautey permise al sultano di mantenere i propri poteri: egli stabilì decreti in suo nome e col suo sigillo (nei documenti ufficiali la titolatura era governo imperiale del Marocco protettorato francese) e gli permise di rimanere il capo religioso supremo del Marocco. Gli permise persino di avere una propria corte completamente libera da ingerenze europee. Lyautey disse in un'occasione: «In Marocco, vi è un solo governo, il governo del sultano, protetto dalla Francia». Walter Burton Harris, un giornalista inglese che molto scrisse sul Marocco, ebbe a scrivere a sua volta:«Una corte moresca dove si possono vedere ben pochi europei, e per i nativi che giungono nella capitale vi è ben poco di diverso da quanto videro i loro antenati in passato».

### L'opposizione al controllo francese

#### La guerra del Rif
Il regno del sultano Yusef, dal 1912 al 1927, fu turbolento e marcato da frequenti rivolte contro spagnoli e francesi. La più importante di queste fu sicuramente la rivolta berbera nelle montagne del Rif, guidata da Abd el-Krim che tentò di stabilire una repubblica nel Rif. Anche se questa ribellione ebbe origine nella parte del paese controllata dalla Spagna a nord, essa raggiunse in breve tempo la parte controllata dalla Francia, ma una coalizione franco-spagnola alla fine sconfisse i ribelli nel 1925. Per loro maggiore sicurezza, i francesi trasferirono la corte da Fez a Rabat, che da allora fu la capitale dello stato sino ai nostri giorni.

#### Partiti nazionalisti
Nel dicembre del 1934, un piccolo gruppo di nazionalisti, membri del neonato Comitato d'Azione Marocchina (Comité d’Action Marocaine – CAM), propose un piano di riforme che richiedeva un ritorno al governo precedente al trattato di Fez, l'ammissione dei marocchini alle posizioni di governo, e la fondazione di un consiglio di rappresentanti. Le moderne tattiche utilizzate dal Comitato per ottenere consensi sulle riforme (tra cui petizioni, editoriali sui giornali e appelli alla Francia) andarono a sfociare anche sul Patto Atlantico dopo la seconda guerra mondiale.
Durante la seconda guerra mondiale, il movimento nazionalista precedentemente diviso al proprio interno divenne più coeso, ed informò i marocchini della possibilità concreta di un cambiamento politico dopo il conflitto. I nazionalisti ad ogni modo erano insicuri che questo avrebbe potuto portare ad una vera indipendenza dalla Francia. Nel gennaio del 1944, il Partito Istiqlal (da cui poi sarebbero derivati molti personaggi della leadership nazionale) pubblicò un manifesto nel quale venne richiesta per la prima volta l'indipendenza totale, la riunificazione nazionale ed una costituzione democratica per il paese. Il sultano approvò il manifesto prima della sua presentazione ufficiale al residente generale francese, il quale ad ogni modo rispose dicendo che il suo governo non aveva preso in considerazione cambiamenti sostanziali nello status del protettorato francese.

### Esilio del sultano Mohammed
La simpatia del sultano per i nazionalisti divenne evidente col finire della guerra, anche se egli era favorevole ad un ottenimento dell'indipendenza in maniera graduale. Per contro, la residenza francese, supportata da interessi economici della madrepatria e da visioni retrograde di gran parte dei coloni, si rifiutò di considerare una qualsiasi possibilità di riforma dello status del protettorato e rifiutò ogni proposta di indipendenza. L'intransigenza ufficiale e la resistenza continua creatasi tra nazionalisti e coloni creò divisioni anche tra il sultano ed il residente generale.
Mohammed V e la sua famiglia vennero trasferiti nel Madagascar nel gennaio del 1954. Questi venne rimpiazzato dall'impopolare Mohammed Ben Arafa, il cui regno venne da subito sentito come illegittimo, ponendo un'opposizione attiva al protettorato francese sia dai nazionalisti sia da quanti vedevano il sultano come capo religioso marocchino. Nel 1955, Ben Arafa venne costretto ad abdicare e di conseguenza si portò a Tangeri per formalizzare il suo atto.
Successivamente, su grande pressione per il ritorno del legittimo sultano e per il peggiorare della situazione in Algeria, la Francia fece tornare Mohammed V dall'esilio il 16 novembre 1955, e dichiarò l'indipendenza dello stato il 18 novembre 1955. Nel febbraio del 1956 riuscì a negoziare con la Francia i termini dell'indipendenza del Marocco e dal 1957 abbandonò l'antico titolo di sultano per quello più moderno di re.

### L'indipendenza del 1956
Sul finire del 1955, Mohammed V riuscì a negoziare una graduale restaurazione del potere del sultano creando una interdipendenza franco-marocchina. Il sultano si accordò per istituire riforme che avrebbero trasformato il Marocco in una monarchia costituzionale con una forma democratica di governo. Nel febbraio del 1956 il Marocco acquisì un'indipendenza limitata. Ulteriori negoziati per una piena indipendenza portarono all'Accordo franco-marocchino siglato a Parigi il 2 marzo 1956. Il 7 aprile di quello stesso anno la Francia rinunciò ufficialmente al protettorato sul Marocco. L'internazionalizzata città di Tangeri venne reintegrata con l'abolizione del protocollo di Tangeri il 29 ottobre 1956. L'abolizione del protettorato spagnolo ed il riconoscimento dell'indipendenza marocchina da parte della Spagna vennero negoziate separatamente e portarono alla Dichiarazione Congiunta dell'aprile del 1956. Attraverso questi accordi con la Spagna nel 1956 e nel 1958, il controllo marocchino su alcune aree precedentemente controllate dalla Spagna venne ripristinato, anche se la Spagna tentò di reclamare con un'azione militare tali diritti, ma senza successo.
Nei mesi che seguirono l'indipendenza, Mohammed V iniziò la costruzione di una moderna struttura governativa su base costituzionale nella quale il sultano comunque avrebbe esercitato un ruolo politico attivo. Egli comunque agì con cautela, non ammettendo elementi troppo radicali che avrebbero destabilizzato l'ordine delle cose creatosi. Nell'agosto del 1957 Mohammed V assunse il titolo di re.

## Società
Nel corso dei decenni del protettorato, il Paese attirò centinaia di migliaia di immigrati europei dall'Europa e dalla vicina Algeria francese. L'anno seguente l'istituzione del protettorato, la comunità europea incrementò dalle 9000 alle 30000 unità. L'immigrazione rallentò nel corso della prima guerra mondiale, per poi riprendere negli successivi, portando migliaia di nuovi arrivati ogni anno. Nel 1936, il Marocco ospitava 177000 cittadini francesi, dei quali 23000 naturalizzati, oltre a 23000 spagnoli e a 16000 italiani. La comunità comprendeva soldati, funzionari, commercianti e imprenditori, oltre a una moltitudine di avventurieri e piccoli proprietari terrieri. La maggior parte della comunità si stabilì nelle città e solo il 15% nelle campagne. Gli europei si stabilirono nei quartieri di nuova costruzione nelle città. A Casablanca, la popolazione europea passò dalle 6000 unità nel 1911 alle 31000 nel 1914, mentre i musulmani passarono dai 26000 nel 1909 ai 36000 nel 1914. La città conobbe un ampio sviluppo economico e sociale derivante dalle attività portuali, che portò a vasti flussi migratori dalle campagne marocchine, che portò la popolazione a crescere da 25000 nel 1907, a 90000 nel 1931, a 257430 nel 1936, fino a 682388 nel 1951, per poi superare il milione nel 1960. L'immigrazione rurale interessò tutte le componenti etniche e religiose del Paese, attraendo arabi dalle campagne centrali, berberi dal Sous, borghesi moriscos da Fès ed ebrei, i quali passarono dalle 1800 anime nel 1866, a 5000 nel 1907, a 9000 nel 1912, a 19490 nel 1926, a 38806 nel 1936, a 77783 nel 1951.

## Galleria d'immagini

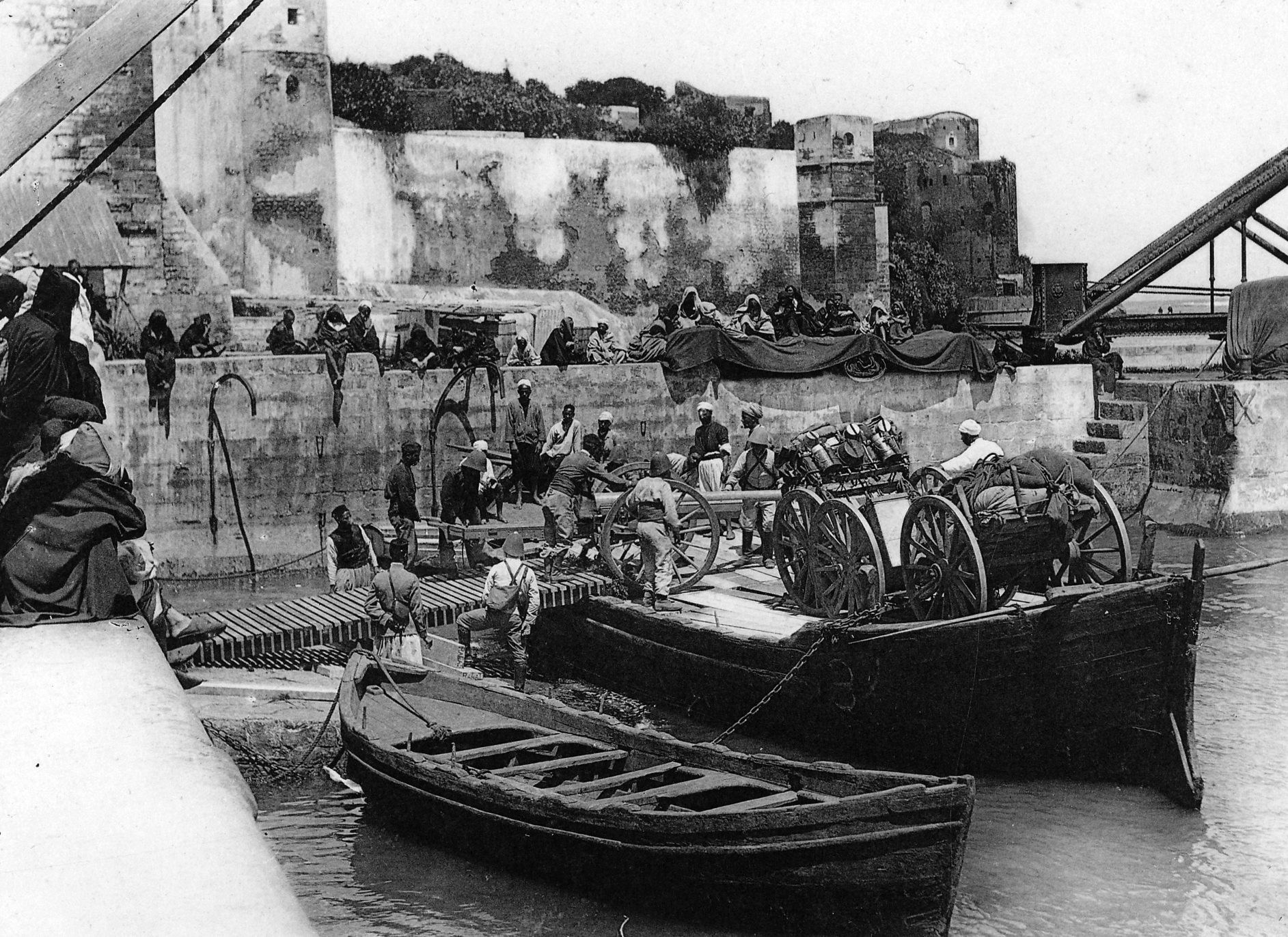
L'artiglieria francese a Rabat nel 1911
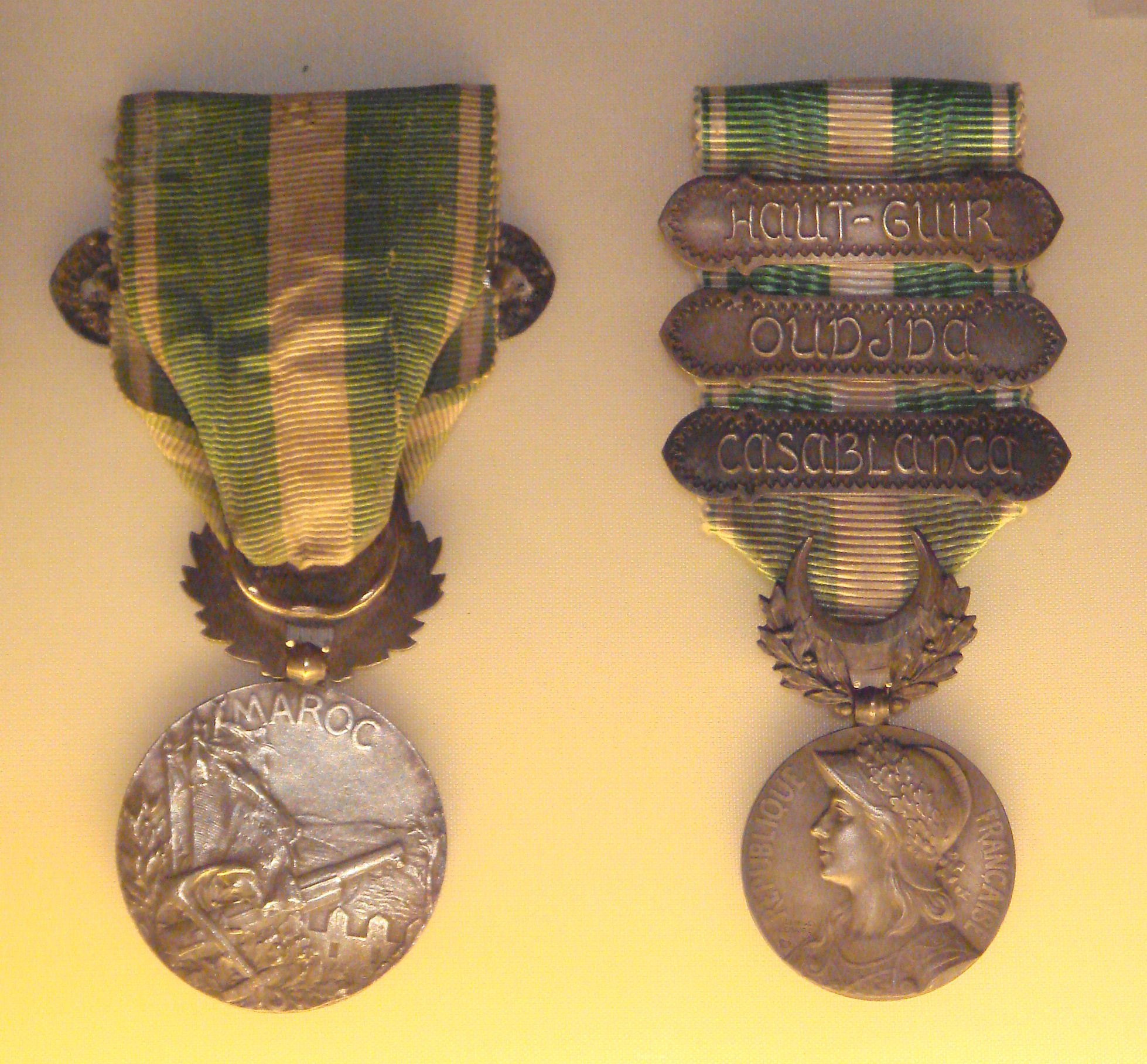
Medaglia francese della campagna militare in Marocco
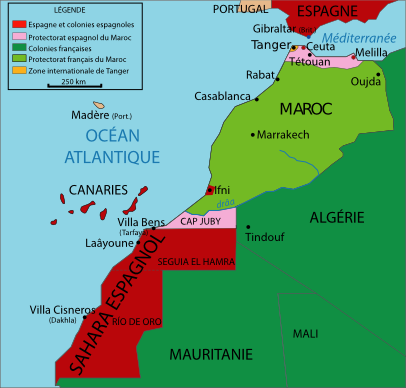
Il Marocco sotto protettorati francese e spagnolo
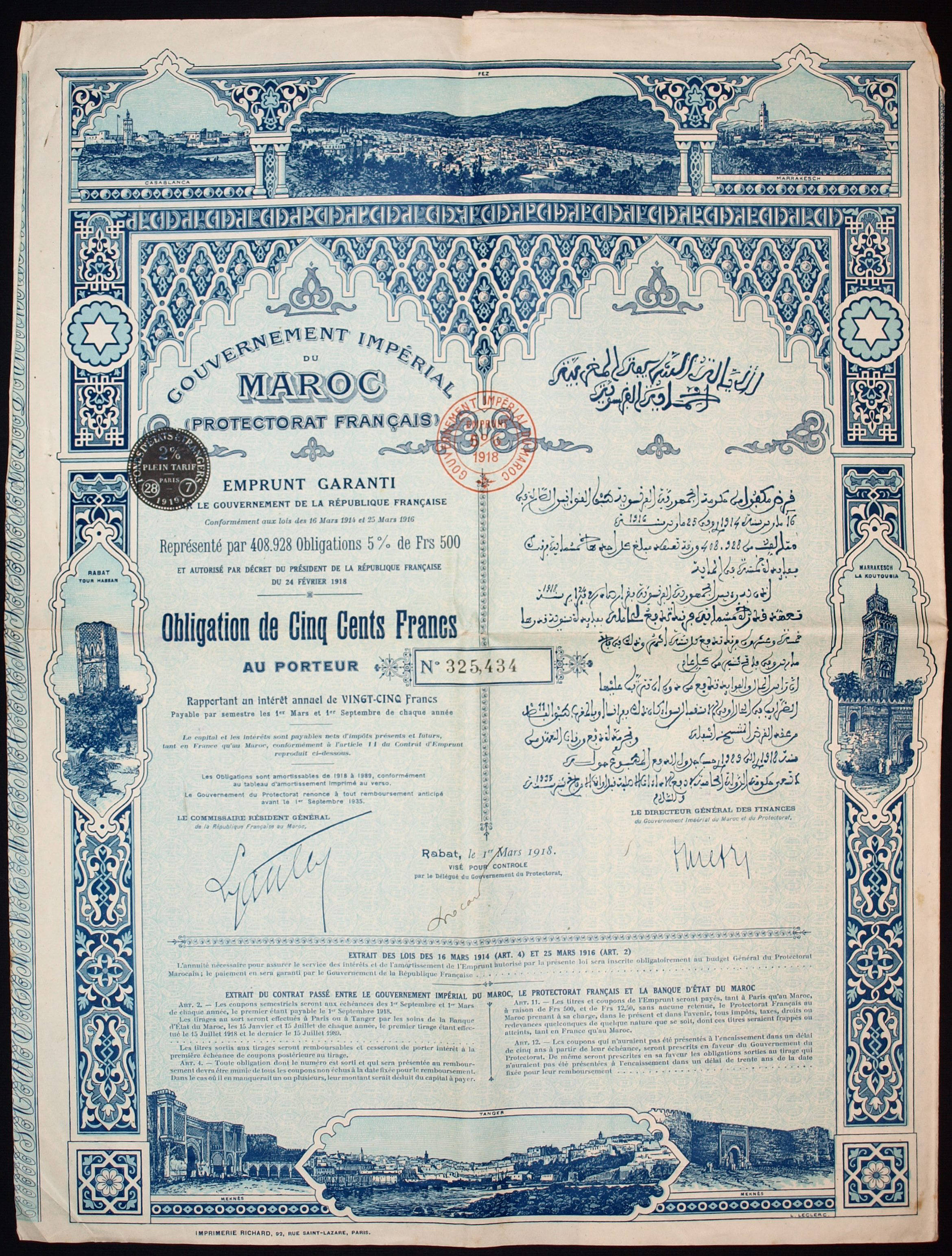
Titolo di obbligazione del protettorato francese in Marocco del 1 marzo 1918